# Another Way Film Festival
Another Way Film Festival es un festival de cine español dedicado a la sostenibilidad, el medio ambiente y el progreso social. Fundado y dirigido por la cineasta Marta García Larriu, su misión es sensibilizar y educar sobre la crisis climática a través del cine. El festival, que se celebra anualmente en Madrid, es pionero en premiar películas producidas con prácticas ecológicas.

## Historia
La primera edición del AWFF se llevó a cabo en 2014 en la Cineteca de Matadero Madrid, donde se proyectaron siete documentales y se realizaron coloquios con personas expertas en diferentes áreas. La apertura del festival se realizó con la proyección de La sal de la tierra (2014), un galardonado documental sobre el fotógrafo brasileño Sebastião Salgado, dirigida por su propio hijo, Juliano Ribeiro Salgado, junto al director alemán Wim Wenders. Desde entonces, el festival ha crecido en relevancia y se ha consolidado como un espacio de referencia para el cine ambiental en España.

## Descripción
El certamen es pionero en crear una categoría exclusiva para premiar películas producidas con prácticas ecológicas. Su filosofía consiste en reducir todo lo posible las impresiones, reutilizar el papel y dar una segunda vida a los materiales, incluida la decoración del festival, entre otras cosas. Es un festival de cine para quienes defienden una mayor protección del medio ambiente y están comprometidos con la inclusión social.
El AWFF cuenta con tres secciones competitivas: Sección Oficial, Sección Impacto y Rueda por el Cambio. Además, su programación incluye secciones no competitivas, como Orígenes, que presenta películas que han abordado la temática ambiental a lo largo de la historia del cine. Entre las sesiones especiales destacan la proyección de largometrajes de ficción, la sesión Cinetronik con música en vivo y una matiné infantil.
El festival otorga varios premios, como el Premio del Jurado a la Mejor Película de la Sección Oficial, el Premio WWF Inspirando al Planeta, para películas que promueven soluciones a problemas ambientales, y dos Premios del Público, uno por sección. También está la mención EELISA (European Engineering Learning Innovation and Science Alliance) donde se presentan películas ganadora en algunas universidades de la alianza, y durante la clausura del festival, se entregan los galardones de la convocatoria “Another Narrativas”, cuyo objetivo es fomentar la creación de proyectos audiovisuales que aborden el cambio climático.

## Ediciones

### 2024
En 2024, el festival celebró su décima edición apoyado por la ONG ecologista WWF España, y con más de 11.500 espectadores. La programación incluyó 37 títulos, entre documentales, películas de ficción y cortometrajes, centrados en temas como el cambio climático, la globalización, los derechos humanos y la justicia climática. De los 37 filmes presentados, 15 fueron documentales en competición, 10 en la Sección Oficial y 5 en la Sección Impacto, con producciones de tres continentes, filmadas en Estados Unidos., Canadá, Brasil, Kenia, Reino Unido, Dinamarca, Francia, Grecia, Suiza, Bélgica, Países Bajos, Suecia, Italia, Noruega y España. La edición se inauguró con Made in Ethiopia (sobre las implicaciones del progreso), dirigida por Max Duncan y Xinyan Yu. El jurado estuvo compuesto por la actriz Sara Sálamo, Sara Acosta, fundadora de Ballena Blanca, y el gestor cultura Antonio Delgado.
La Sección Oficial incluyó 10 documentales, 9 de ellos estrenos nacionales, como Made in Ethiopia, La ferme des Bertrand (sobre la vida en una granja), Black Snow (sobre la necesidad de información veraz), La Guardia Blanca (sobre la destrucción de recursos naturales en México), The Battle for Laikipia (conflicto en Kenia entre pastores y terratenientes), État de nécessité (activistas en tribunales), Canary (sobre registros históricos del cambio climático), Apple Cider Vinegar (mezcla de documental y fábula), We Are Guardians (la lucha por proteger el Amazonas de la deforestación) y Rainbow Warrior (el atentado contra un barco de Greenpeace en 1985).
En la Sección Impacto se presentaron cinco estrenos: Rejeito (sobre la ruptura de una presa en Brasil), After Work (reflexión sobre el futuro sin empleo), A mirror of the Cosmos (documental sobre el Mar Menor), Salvaxe, salvaxe de Emilio Fonseca (sobre el lobo ibérico), y A New Kind of Wilderness (la historia de una familia en Noruega). En el apartado "Rueda por el cambio" se proyectaron ocho cortometrajes nacionales en Cineteca Madrid, optando a un Premio del Jurado y a un Premio del Público a la obra con más visionados en YouTube. La muestra también incluyó la proyección de películas con inquietudes medioambientales como La belle verte (1996), Star Trek IV. Misión: salvar la Tierra (1986) y Tiempo después (2018) en la Filmoteca Española.
En 2024, el festival tuvo su primera edición internacional bajo el nombre Another Way Bordeaux, celebrada en la ciudad francesa de Burdeos. Esta edición, dirigida junto a la socióloga Ariane Goignard, presentó una selección de películas en el cine Utopia Bordeaux y contó con el apoyo del Instituto Cervantes y la galería Bakery Art Gallery.

## Palmarés
| Categoría           | Premio                                   | Ganador/a                                                          |
| ------------------- | ---------------------------------------- | ------------------------------------------------------------------ |
| Sección Oficial     | Premio del Jurado                        | We Are Guardians de Edivan Guajajara, Chelsea Greene y Rob Grobman |
| Sección Oficial     | Premio WWF Inspirando el Planeta         | We Are Guardians                                                   |
| Sección Oficial     | Premio del Público de la Sección Oficial | We Are Guardians                                                   |
| Sección Oficial     | Mención especial (originalidad)          | Apple, Cider, Vinegar de Sofia Benoot                              |
| Sección Oficial     | Mención especial (denuncia ambiental)    | Black Snow de Alina Simone                                         |
| Sección Oficial     | Mención especial EELISA                  | A mirror of the Cosmos de Isabelle Carbonel                        |
| Sección Impacto     | Premio del Público                       | Salvaxe, salvaxe de Emilio Fonseca                                 |
| Rueda por el Cambio | Premio del Jurado Nacional               | To Bird or not To Bird de Martín Romero                            |
| Rueda por el Cambio | Mención especial del Jurado Nacional     | Donde se quejan los pinos de Ed Antoja                             |
| Rueda por el Cambio | Premio del Público Internacional         | Citizen Tourist de Gustavo Carreiro                                |
| Another Narrativas  |                                          | Un fogal de Neus Pagès i Selga                                     |